# 朱厄爾章克申 (愛荷華州)
朱厄爾章克申（英語：Jewell Junction）是一個位於美國愛荷華州漢密爾頓縣的城市。

## 地理
朱厄爾章克申的座標為42°18′27″N 93°38′28″W / 42.30750°N 93.64111°W，而該地的平均海拔高度為323米（即1060英尺）。

## 人口
根據2010年美國人口普查的數據，朱厄爾章克申的面積為10.33平方千米，當中陸地面積為10.02平方千米，而水域面積為0.31平方千米。當地共有人口1215人，而人口密度為每平方千米117人。